# Hidrografía del Perú
El Perú cuenta con 3 vertientes hidrográficas, 2 de las cuales son pequeñas cuencas costeras que vierten sus aguas al océano Pacífico. Las otras dos son las vertientes del Amazonas, que desemboca en el Atlántico, y la vertiente endorreica del lago Titicaca, ambas delimitadas por la cordillera de los Andes. En la segunda de estas cuencas nace también el gigante Amazonas, que con sus 6992 km , es el río más largo y caudaloso del mundo. Su vertiente ocupa el 75% del territorio peruano. El Perú contiene el 4% del agua dulce del planeta.[cita requerida]
El lago Titicaca es el lago  más grande de Sudamérica, con 8.380 km². Este lago tectónico es compartido por Perú y Bolivia. En él vierten sus aguas 20 ríos; entre ellos, el Ramis, el Ilave y el Huancané, por el lado peruano. Registra olas y mareas; tiene 36 islas e influye en el clima de la Meseta del Collao, por su temperatura media de 12 °C, como el lago Titicaca formaba, junto a la laguna Azapa y el lago Poopó en Bolivia, el gran lago Ballivián del altiplano peruano-boliviano.

## Cuenca del Pacífico

### Características
- Constituye el 21,7% del territorio peruano.
- El total de agua que transporta es el 2,18% para un 65,98% de la población total peruana.
- Presenta la mayor cantidad de reservorios, represas y centrales hidroeléctricas.
- Sus ríos nacen en la cadena occidental de los Andes.
- Recorren en dirección del este (andes) hacia el oeste (mar peruano).
- Son de poco recorrido o curso corto, siendo el más largo el río Tambo (Moquegua - Arequipa).
- Son de poco caudal o no caudalosos, siendo el más caudaloso el río Santa (Áncash).
- Son torrentosos.
- Son de régimen irregular, excepto el río Santa que es regular.
- Son de cuenca exorreica y algunos ríos son arreicos durante el invierno.
- No son navegables, excepto el río Tumbes.

### Costa norte

#### Tumbes
- Río Zarumilla: Nace en Ecuador. Es el más boreal de la costa. Además, limita al Perú con Ecuador.
- Río Tumbes: Nace en Ecuador. Único navegable y único con delta.

#### Piura
- Río Chira: Nace en Ecuador. Es uno de los más largos e irregulares de la vertiente. Aquí se encuentra el Reservorio de Poechos.
- Río Piura: Recorre la ciudad de Piura. Se encuentra el Reservorio de San Lorenzo.
- Río Bigote: Afluente del Río Piura.

### Costa Central

#### Lambayeque
- Río La Leche: Es llamado río Motupe. Es el menos contaminado de la vertiente.
- Río Chancay-Lambayeque: Se encuentra la central hidroeléctrica de Carhuaquero y el Reservorio de Tinajones.

#### La Libertad
- Río Jequetepeque: Forma el principal valle arrocero. Se encuentra el Reservorio de Gallito Ciego.
- Río Chicama: Forma el principal valle azucarero del Perú. Se encuentra la hacienda "Casa Grande".
- Río Moche, río Virú y río Chao: Sus caudales son incrementados con el proyecto de irrigación de Chavimochic.

#### Áncash
- Río Santa: Forma el cañón del Pato y el callejón de Huaylas. Se encuentra la central hidroeléctrica de Huallanca. Está involucrado en dos proyectos de irrigación: Chavimochic (La Libertad) y Chinecas (Áncash). Es el río más caudaloso de la vertiente.

#### Lima
- Río Fortaleza: Se encuentra la Hacienda Azucarera de Paramonga.
- Río Pativilca: Recorre la ciudad de Barranca. Se encuentra la central hidroeléctrica de Cahua.
- Río Rímac: Presenta la mayor cantidad de centrales hidroeléctricas (6). Se encuentra el proyecto trasvase Marcapomacocha. Uno de sus afluentes es el río Santa Eulalia.

### Costa sur

#### Ica
Sus ríos se caracterizan porque en sus valles se cultivan algodón, vid, espárrago, etc.
- Río Ica: Se encuentra el proyecto trasvase Choclococha. Es el río más arreico del Perú.
- Río Pisco: Se cultiva vid y algodón.
- Río Chincha
- Río Nazca

#### Arequipa
- Río Camaná: Llamado río Camaná-Majes-Colca. Es el río de mayor cuenca de la vertiente. Se encuentran la represa de Angostura y el proyecto Majes - Sihuas.
- Río Tambo (Arequipa-Moquegua): Es el río más largo de la vertiente del Pacífico, su longitud es de 535 km.
- Río Chili: Recorre la ciudad de Arequipa. Se encuentran la central hidroeléctrica de Charcani y la represa Aguada Blanca.

#### Moquegua
- Río Moquegua: Es llamado río Moquegua - Osmore - Ilo. Es el río más contaminado de la vertiente debido a la minería.

#### Tacna
- Río Locumba: Se encuentra la central hidroeléctrica de Aricota.
- Río Sama: Se encuentra la represa de Condorpico.
- Río Caplina: Recorre la ciudad de Tacna. Es el río más austral del Perú.

## Cuenca Amazónica o del Atlántico

### Características
- Constituye el 74,5% del territorio peruano.
- El total de agua que transporta es el 97,26% para un 30,76% de la población total peruana.
- Sus principales ríos nacen en los nudos de Pasco y Vilcanota.
- Son de largo recorrido o curso largo, siendo el más largo del Perú el río Ucayali (1771km).
- Son de mucho caudal o caudalosos.
- Son torrentosos.
- Son de régimen regular.
- Son de cuenca exorreica.
- Son navegables.
- Generalmente son menos contaminados que los del Pacífico.
- Presentan más flora y fauna.

### Principales ríos
- Río Mantaro: Nace en el nudo de Pasco. Forma el pongo de Mantaro. Se encuentran las centrales hidroeléctricas de Santiago Antúnez de Mayolo y la de Restitución. Es el río más contaminado del país.

- Río Apurímac: Nace en la cordillera de Chila-nevado Quehuisha, Mismi y Choquedorao. Forma el pongo de Apurímac. Es considerado como el origen remoto del Amazonas.

- Río Ene: Se forma de la confluencia del río Mantaro y el río Apurímac.

- Río Perené: Forma el valle de Chanchamayo (Junín).

- Río Tambo (Junín-Ucayali): Se forma de la confluencia del río Ene y el río Perené.

- Río Urubamba: Nace en el nudo de Vilcanota. Forma el valle "sagrado de los incas". Se encuentra la central hidroeléctrica de Machu Picchu. Forma el pongo de Mainique.

- Río Ucayali: Se forma de la confluencia del río Tambo y el río Urubamba. Es el río más largo del Perú (1771km). Forma el pongo de Orellana. Se encuentra los puertos fluviales de Atalaya, Pucallpa, Contamana y Requena.

- Río Marañón: Nace en el nudo de Pasco. Es el río más interdepartamental. Es el río de mayor potencial hidroeléctrico ya que forma varios pongos, siendo los más importantes el Manseriche y el Rentema.

- Río Huallaga: Es el principal afluente del río Marañón (margen derecha). Se encuentra la central hidroeléctrica de Chaglla (Huánuco). Se ubica el puerto fluvial de Yurimaguas.

- Río Amazonas: Se forma de la confluencia del río Marañón y el río Ucayali. Es el río más largo y caudaloso del mundo. Forma la cuenca más extensa del Mundo. Los países que pertenecen a su cuenca son Brasil, Perú, Bolivia, Ecuador, Colombia, Venezuela, Guyana y Surinam.

- Río Madre de Dios: Es un afluente del río Madeira (Brasil). Forma frontera con Bolivia. Es el río más oriental del Perú.

- Río Madeira: Es un afluente por el margen derecho del río Amazonas.

- Río Yavarí: Es un afluente por el margen derecho del río Amazonas. Forma frontera con Brasil.

- Río Nanay: Es un afluente por el margen izquierdo del río Amazonas.

- Río Napo: Es un afluente por el margen izquierdo del río Amazonas.

- Río Putumayo: Es un afluente por el margen izquierdo del río Amazonas. Es el río más boreal del Perú. Forma frontera con Colombia.

### Subcuenca de Madre de Dios
- Ubicada en el departamento de Madre de Dios, al norte de la meseta del Collao.
- Tiene ríos de gran caudal y regulares.
- El más largo es el río Madre de Dios (655km)
- Son navegables.
- Son torrentosos en su curso superior.
- Su cuenca es exorreica, pues tiene salida al océano Atlántico por Brasil.
- Está separada de la cuenca del Ucayali por el istmo de Fitzcarrald.
- Su cuenca es de 95000 km² aproximadamente.

## Cuencas del Titicaca
La tercera vertiente desemboca en el lago Titicaca, a 3 810 m s. n. m. y está ubicada en el extremo norte de la meseta del Collao. Mediante las aguas de este lago se produce un intenso comercio. 

### Características
- Constituye el 3,8% del territorio peruano.
- El total de agua que transporta es el 0,56% para un 3,26% de la población total peruana.
- Sus ríos nacen de la cordillera Volcánica (cadena occidental), del nudo de Vilcanota y de la cordillera Carabaya (cadena oriental).
- Son de poco recorrido o curso corto, siendo el más largo el río Ramis.
- Son de poco caudal o no caudalosos, siendo el más caudaloso también el río Ramis.
- Son torrentosos (cursos superiores).
- Son de régimen irregular.
- Son de cuenca endorreica.
- No son navegables.

Los principales ríos de la Hoya Hidrográfica del Titicaca son los siguientes: 
- Río Suches. Tiene su origen en la Laguna de Suches, debido a los deshielos de los Nevados de Palomani y Culijón. Además el río Suches en parte de su recorrido sirve de límite natural entre Perú y Bolivia;
- Río Huancané (125 km con sus fuentes). También conocido con el nombre de río Putina en su curso superior, sigue una dirección de norte a sur, para luego desaguar en el extremo norte del lago Titicaca. Es el principal afluente del río Ramis.
- Río Ramis. De apreciable caudal, se forma por la confluencia de los ríos Ayaviri y Azángaro o Carabaya, los cuales se forman por los deshielos de los Nevados de la cordillera de Vilcanota, en el caso del primero, y en los Nevados de Ananea y Culijón, en el caso del segundo. El río Ramis cuenta con una longitud aproximada de 32 km, aunque con sus fuentes alcanza los 299 km. Sus aguas se ven incrementadas por los deshielos de Quenamari y Quelcayo para luego depositar las aguas en el extremo norte del lago Titicaca. Es el río más largo y caudaloso de la vertiente.
- Río Coata (141 km con sus fuentes). Se forma por la confluencia del río Lampa, el cual se origina en los des hielos del Nevado Jatun Punta, y el río Cabanillas (que desagua la laguna Lagunillas). El río Coata, vierte sus aguas al norte de la Ciudad de Puno, en la bahía de Chucuito;
- Río Ilave. Tiene su origen en la cordillera Volcánica del Perú, debido a la confluencia de los ríos Huenque y Aguas Calientes. Tiene una longitud aproximada de 35 km, aunque con sus fuentes alcanza los 163 km;
- Río Desaguadero. Tiene su origen en el extremo suroriental del lago Titicaca, en la parte sur de la laguna de Huiñaimarca. A través de este río el lago Titicaca desagua gran parte de su masa acuífera, la que deposita en el lago Poopo o Aullagas, en Bolivia. Además sirve de límite natural en un pequeño sector, entre Perú y Bolivia. Es el único efluente del lago Titicaca.

## Ríos del Perú
|      |      |                                                     |                                                     |                                                     |                                                     |                                                     |                                                     | Longitud    | Cuenca      | Caudal medio |                                    |                                                      |                             |
| Perú | Perú | Río                                                 | Río                                                 | Río                                                 | Río                                                 | Río                                                 | Río                                                 | (km)        | (km²)       | (m³/s)       | Desembocadura                      | Región (es)                                          | Otros países (curso)        |
|      |      | Río Zarumilla                                       | Río Zarumilla                                       | Río Zarumilla                                       | Río Zarumilla                                       | Río Zarumilla                                       | Río Zarumilla                                       |             |             |              | Pacífico                           | Tumbes                                               |                             |
| 09   | 37** | Río Tumbes                                          | Río Tumbes                                          | Río Tumbes                                          | Río Tumbes                                          | Río Tumbes                                          | Río Tumbes                                          | 210         | 5400        |              | Pacífico                           | Tumbes                                               | Ecuador                     |
| 15   | 43   | Río Chira                                           | Río Chira                                           | Río Chira                                           | Río Chira                                           | Río Chira                                           | Río Chira                                           | 168 (300)   | 19 905      |              | Pacífico                           | Piura                                                | Ecuador                     |
| 05   | 33   | Río Piura                                           | Río Piura                                           | Río Piura                                           | Río Piura                                           | Río Piura                                           | Río Piura                                           | 280         | 12 216      |              | Pacífico                           | Piura                                                |                             |
|      |      | Río Cascajal                                        | Río Cascajal                                        | Río Cascajal                                        | Río Cascajal                                        | Río Cascajal                                        | Río Cascajal                                        |             |             |              | Pacífico                           | Lambayeque                                           |                             |
|      |      | Río Olmos                                           | Río Olmos                                           | Río Olmos                                           | Río Olmos                                           | Río Olmos                                           | Río Olmos                                           |             |             |              | Pacífico                           | Lambayeque                                           |                             |
|      |      | Río Motupe                                          | Río Motupe                                          | Río Motupe                                          | Río Motupe                                          | Río Motupe                                          | Río Motupe                                          |             |             |              | Pacífico                           | Lambayeque                                           |                             |
|      |      | Río La Leche                                        | Río La Leche                                        | Río La Leche                                        | Río La Leche                                        | Río La Leche                                        | Río La Leche                                        |             |             |              | Pacífico                           | Lambayeque                                           |                             |
| 13   | 42** | Río Chancay (Lambayeque)                            | Río Chancay (Lambayeque)                            | Río Chancay (Lambayeque)                            | Río Chancay (Lambayeque)                            | Río Chancay (Lambayeque)                            | Río Chancay (Lambayeque)                            | 170         | 2402        |              | Pacífico                           | Lambayeque                                           |                             |
|      |      | Río Zaña                                            | Río Zaña                                            | Río Zaña                                            | Río Zaña                                            | Río Zaña                                            | Río Zaña                                            |             |             |              | Pacífico                           | Lambayeque                                           |                             |
|      |      | Río Chamán                                          | Río Chamán                                          | Río Chamán                                          | Río Chamán                                          | Río Chamán                                          | Río Chamán                                          |             | 1569        |              | Pacífico                           | La Libertad                                          |                             |
|      |      | Río Jequetepeque                                    | Río Jequetepeque                                    | Río Jequetepeque                                    | Río Jequetepeque                                    | Río Jequetepeque                                    | Río Jequetepeque                                    |             | 4372        |              | Pacífico                           | Cajamarca                                            |                             |
|      |      | Río Chicama                                         | Río Chicama                                         | Río Chicama                                         | Río Chicama                                         | Río Chicama                                         | Río Chicama                                         |             |             |              | Pacífico                           | La Libertad                                          |                             |
|      |      | Río Moche                                           | Río Moche                                           | Río Moche                                           | Río Moche                                           | Río Moche                                           | Río Moche                                           | 102         | 2708        |              | Pacífico                           | La Libertad                                          |                             |
|      |      | Río Viru                                            | Río Viru                                            | Río Viru                                            | Río Viru                                            | Río Viru                                            | Río Viru                                            | 89          | 2805        |              | Pacífico                           | La Libertad                                          |                             |
|      |      | Río Chao                                            | Río Chao                                            | Río Chao                                            | Río Chao                                            | Río Chao                                            | Río Chao                                            |             | 1558        |              | Pacífico                           | La Libertad                                          |                             |
| 02   | 27*  | Río Santa                                           | Río Santa                                           | Río Santa                                           | Río Santa                                           | Río Santa                                           | Río Santa                                           | 347         | 14 954      |              | Pacífico                           | Áncash La Libertad                                   |                             |
|      |      | Río Lacramarca                                      | Río Lacramarca                                      | Río Lacramarca                                      | Río Lacramarca                                      | Río Lacramarca                                      | Río Lacramarca                                      |             |             |              | Pacífico                           | Áncash                                               |                             |
|      |      | Río Nepeña                                          | Río Nepeña                                          | Río Nepeña                                          | Río Nepeña                                          | Río Nepeña                                          | Río Nepeña                                          |             |             |              | Pacífico                           | Áncash                                               |                             |
|      |      | Río Casma                                           | Río Casma                                           | Río Casma                                           | Río Casma                                           | Río Casma                                           | Río Casma                                           |             |             |              | Pacífico                           | Áncash                                               |                             |
|      |      | Río Culebras                                        | Río Culebras                                        | Río Culebras                                        | Río Culebras                                        | Río Culebras                                        | Río Culebras                                        |             |             |              | Pacífico                           | Áncash                                               |                             |
|      | s.o. | Río Huarmey                                         | Río Huarmey                                         | Río Huarmey                                         | Río Huarmey                                         | Río Huarmey                                         | Río Huarmey                                         | 90          |             |              | Pacífico                           | Áncash                                               |                             |
|      |      | Río Fortaleza                                       | Río Fortaleza                                       | Río Fortaleza                                       | Río Fortaleza                                       | Río Fortaleza                                       | Río Fortaleza                                       |             |             |              | Pacífico                           | Lima                                                 |                             |
|      |      | Río Pativilca                                       | Río Pativilca                                       | Río Pativilca                                       | Río Pativilca                                       | Río Pativilca                                       | Río Pativilca                                       |             |             |              | Pacífico                           | Lima                                                 |                             |
|      |      | Río Supe                                            | Río Supe                                            | Río Supe                                            | Río Supe                                            | Río Supe                                            | Río Supe                                            |             |             |              | Pacífico                           | Lima                                                 |                             |
|      |      | Río Huaura                                          | Río Huaura                                          | Río Huaura                                          | Río Huaura                                          | Río Huaura                                          | Río Huaura                                          |             |             |              | Pacífico                           | Lima                                                 |                             |
|      | s.o. | Río Chancay (Huaral)                                | Río Chancay (Huaral)                                | Río Chancay (Huaral)                                | Río Chancay (Huaral)                                | Río Chancay (Huaral)                                | Río Chancay (Huaral)                                | 120         | 3200        |              | Pacífico                           | Lima                                                 |                             |
|      |      | Río Chillón                                         | Río Chillón                                         | Río Chillón                                         | Río Chillón                                         | Río Chillón                                         | Río Chillón                                         |             |             |              | Pacífico                           | Lima                                                 |                             |
| 18   | 46   | Río Rímac                                           | Río Rímac                                           | Río Rímac                                           | Río Rímac                                           | Río Rímac                                           | Río Rímac                                           | 160         | 3700        |              | Pacífico                           | Lima                                                 |                             |
|      |      | Río Lurín                                           | Río Lurín                                           | Río Lurín                                           | Río Lurín                                           | Río Lurín                                           | Río Lurín                                           |             |             |              | Pacífico                           | Lima                                                 |                             |
|      |      | Río Chilca                                          | Río Chilca                                          | Río Chilca                                          | Río Chilca                                          | Río Chilca                                          | Río Chilca                                          |             |             |              | Pacífico                           | Lima                                                 |                             |
| 19   | 49   | Río Mala                                            | Río Mala                                            | Río Mala                                            | Río Mala                                            | Río Mala                                            | Río Mala                                            | 150         |             |              | Pacífico                           | Lima                                                 |                             |
|      |      | Río Omas                                            | Río Omas                                            | Río Omas                                            | Río Omas                                            | Río Omas                                            | Río Omas                                            |             |             |              | Pacífico                           | Lima                                                 |                             |
| 08   | 38   | Río Cañete                                          | Río Cañete                                          | Río Cañete                                          | Río Cañete                                          | Río Cañete                                          | Río Cañete                                          | 220         | 6192        |              | Pacífico                           | Lima                                                 |                             |
|      |      | Río Topara                                          | Río Topara                                          | Río Topara                                          | Río Topara                                          | Río Topara                                          | Río Topara                                          |             |             |              | Pacífico                           | Lima Ica                                             |                             |
|      |      | Río San Juan                                        | Río San Juan                                        | Río San Juan                                        | Río San Juan                                        | Río San Juan                                        | Río San Juan                                        |             |             |              | Pacífico                           | Ica                                                  |                             |
| 14   | 42*  | Río Pisco                                           | Río Pisco                                           | Río Pisco                                           | Río Pisco                                           | Río Pisco                                           | Río Pisco                                           | 170         | 4500        |              | Pacífico                           | Ica                                                  |                             |
| 07   | 37   | Río Ica                                             | Río Ica                                             | Río Ica                                             | Río Ica                                             | Río Ica                                             | Río Ica                                             | 220         | 7711        |              | Pacífico                           | Ica                                                  |                             |
| 12   | 42   | Río Grande                                          | Río Grande                                          | Río Grande                                          | Río Grande                                          | Río Grande                                          | Río Grande                                          | 173         |             |              | Pacífico                           | Ica                                                  |                             |
| 10   | 40   | Río Acari                                           | Río Acari                                           | Río Acari                                           | Río Acari                                           | Río Acari                                           | Río Acari                                           | 178         |             |              | Pacífico                           | Arequipa                                             |                             |
|      |      | Río Yauca                                           | Río Yauca                                           | Río Yauca                                           | Río Yauca                                           | Río Yauca                                           | Río Yauca                                           |             |             |              | Pacífico                           | Arequipa                                             |                             |
|      |      | Río Indio Muerto o Río Chala                        | Río Indio Muerto o Río Chala                        | Río Indio Muerto o Río Chala                        | Río Indio Muerto o Río Chala                        | Río Indio Muerto o Río Chala                        | Río Indio Muerto o Río Chala                        |             |             |              | Pacífico                           | Arequipa                                             |                             |
|      |      | Río Chaparra                                        | Río Chaparra                                        | Río Chaparra                                        | Río Chaparra                                        | Río Chaparra                                        | Río Chaparra                                        |             |             |              | Pacífico                           | Arequipa                                             |                             |
|      |      | Río Atico                                           | Río Atico                                           | Río Atico                                           | Río Atico                                           | Río Atico                                           | Río Atico                                           |             |             |              | Pacífico                           | Arequipa                                             |                             |
|      |      | Río Caraveli                                        | Río Caraveli                                        | Río Caraveli                                        | Río Caraveli                                        | Río Caraveli                                        | Río Caraveli                                        |             |             |              | Pacífico                           | Arequipa                                             |                             |
| 06   | 34   | Río Ocoña                                           | Río Ocoña                                           | Río Ocoña                                           | Río Ocoña                                           | Río Ocoña                                           | Río Ocoña                                           | 255         |             |              | Pacífico                           | Arequipa                                             |                             |
| 01   | 22   | Río Camaná (Majes)                                  | Río Camaná (Majes)                                  | Río Camaná (Majes)                                  | Río Camaná (Majes)                                  | Río Camaná (Majes)                                  | Río Camaná (Majes)                                  | 388         |             |              | Pacífico                           | Arequipa                                             |                             |
|      | s.o. | Río Quilca o Río Chili                              | Río Quilca o Río Chili                              | Río Quilca o Río Chili                              | Río Quilca o Río Chili                              | Río Quilca o Río Chili                              | Río Quilca o Río Chili                              | 87          |             |              | Pacífico                           | Arequipa                                             |                             |
| 04   | 32   | Río Tambo                                           | Río Tambo                                           | Río Tambo                                           | Río Tambo                                           | Río Tambo                                           | Río Tambo                                           | 283         |             |              | Pacífico                           | Moquegua Arequipa                                    |                             |
|      |      | Río Osmore – Moquegua                               | Río Osmore – Moquegua                               | Río Osmore – Moquegua                               | Río Osmore – Moquegua                               | Río Osmore – Moquegua                               | Río Osmore – Moquegua                               |             | 3840        |              | Pacífico                           | Moquegua                                             |                             |
| 11   | 41   | Río Locumba                                         | Río Locumba                                         | Río Locumba                                         | Río Locumba                                         | Río Locumba                                         | Río Locumba                                         | 178         |             |              | Pacífico                           | Tacna                                                |                             |
| 16   | 44   | Río Sama                                            | Río Sama                                            | Río Sama                                            | Río Sama                                            | Río Sama                                            | Río Sama                                            | 168         |             |              | Pacífico                           | Tacna                                                |                             |
|      | s.o. | Río Caplina                                         | Río Caplina                                         | Río Caplina                                         | Río Caplina                                         | Río Caplina                                         | Río Caplina                                         | 100         |             |              | Pacífico                           | Tacna                                                |                             |
|      | s.o. | Río Huancané                                        | Río Huancané                                        | Río Huancané                                        | Río Huancané                                        | Río Huancané                                        | Río Huancané                                        | 125         | 3545        |              | Lago Titicaca                      | Puno                                                 |                             |
| 03   | 30*  | Río Ramis                                           | Río Ramis                                           | Río Ramis                                           | Río Ramis                                           | Río Ramis                                           | Río Ramis                                           | 299         | 14 685      |              | Lago Titicaca                      | Puno                                                 |                             |
| 20   | s.o. | Río Coata                                           | Río Coata                                           | Río Coata                                           | Río Coata                                           | Río Coata                                           | Río Coata                                           | 141         | 4585        |              | Lago Titicaca                      | Puno                                                 |                             |
| 17   | 45*  | Río Ilave                                           | Río Ilave                                           | Río Ilave                                           | Río Ilave                                           | Río Ilave                                           | Río Ilave                                           | 163         | 7705        |              | Lago Titicaca                      | Puno                                                 |                             |
| -    | 01   | Sistema Apurímac - Ene - Tambo - Ucayali - Amazonas | Sistema Apurímac - Ene - Tambo - Ucayali - Amazonas | Sistema Apurímac - Ene - Tambo - Ucayali - Amazonas | Sistema Apurímac - Ene - Tambo - Ucayali - Amazonas | Sistema Apurímac - Ene - Tambo - Ucayali - Amazonas | Sistema Apurímac - Ene - Tambo - Ucayali - Amazonas | 3514 (6400) | (6 915 000) | (219 000)    | Océano Atlántico                   |                                                      | Brasil · Colombia           |
| -    | 02   | -                                                   | Río Ucayali                                         | Río Ucayali                                         | Río Ucayali                                         | Río Ucayali                                         | Río Ucayali                                         | 1771        |             |              | Amazonas                           | Ucayali Loreto                                       |                             |
| -    | 07   | -                                                   | -                                                   | Río Urubamba                                        | Río Urubamba                                        | Río Urubamba                                        | Río Urubamba                                        | 862         |             |              | Ucayali                            | Cuzco Ucayali                                        |                             |
| -    |      | -                                                   | -                                                   | -                                                   | Río Yavero (o Paucartambo)                          | Río Yavero (o Paucartambo)                          | Río Yavero (o Paucartambo)                          |             |             |              | Urubamba                           | Cuzco                                                |                             |
| -    | 47   | -                                                   | -                                                   | Río Tambo                                           | Río Tambo                                           | Río Tambo                                           | Río Tambo                                           | 159         |             |              | Ucayali                            | Junín                                                |                             |
| -    | 39** | -                                                   | -                                                   | -                                                   | Río Ene                                             | Río Ene                                             | Río Ene                                             | 180,6       |             |              | Tambo                              | Junín                                                |                             |
| -    | 08   | -                                                   | -                                                   | -                                                   | -                                                   | Río Mantaro                                         | Río Mantaro                                         | 724         | 15 410      |              | Ene                                | Junín Huancavelica Ayacucho                          |                             |
| -    | 09   | -                                                   | -                                                   | -                                                   | -                                                   | Río Apurímac                                        | Río Apurímac                                        | 690         |             |              | Ene                                | Arequipa Ayacucho Apurímac Cuzco                     |                             |
| -    | 24   | -                                                   | -                                                   | -                                                   | -                                                   | -                                                   | Río Pampas                                          | 379         |             |              | Apurímac                           | Huancavelica Ayacucho Apurímac                       |                             |
| -    | 45   | -                                                   | -                                                   | -                                                   | Río Perené                                          | Río Perené                                          | Río Perené                                          | 165         |             |              | Tambo                              | Junín                                                |                             |
| -    | 21   | -                                                   | -                                                   | Río Pachitea                                        | Río Pachitea                                        | Río Pachitea                                        | Río Pachitea                                        | 393         |             |              | Ucayali                            | Pasco Huánuco                                        |                             |
| -    | 28   | -                                                   | -                                                   | Río Tamaya                                          | Río Tamaya                                          | Río Tamaya                                          | Río Tamaya                                          | 310         |             |              | Ucayali                            | Ucayali                                              |                             |
| -    | 23   | -                                                   | -                                                   | Río Aguaytía                                        | Río Aguaytía                                        | Río Aguaytía                                        | Río Aguaytía                                        | 379         |             |              | Ucayali                            | Ucayali                                              |                             |
| -    |      | -                                                   | -                                                   | Río Pisqui                                          | Río Pisqui                                          | Río Pisqui                                          | Río Pisqui                                          |             |             |              | Ucayali                            | Loreto                                               |                             |
| -    |      | -                                                   | -                                                   | Río Cushabatay                                      | Río Cushabatay                                      | Río Cushabatay                                      | Río Cushabatay                                      |             |             |              | Ucayali                            | Loreto                                               |                             |
| -    | 16   | -                                                   | -                                                   | Río Tapiche                                         | Río Tapiche                                         | Río Tapiche                                         | Río Tapiche                                         | 448         |             |              | Ucayali                            | Loreto                                               |                             |
| -    | 03   | -                                                   | Río Marañón                                         | Río Marañón                                         | Río Marañón                                         | Río Marañón                                         | Río Marañón                                         | 1414        |             |              | Amazonas                           | Huánuco Áncash La Libertad Cajamarca Amazonas Loreto |                             |
| -    | 39*  | -                                                   | -                                                   | Río Cenepa                                          | Río Cenepa                                          | Río Cenepa                                          | Río Cenepa                                          | 185         |             |              | Marañón                            | Amazonas                                             |                             |
| -    | 48   | -                                                   | -                                                   | Río Nieva                                           | Río Nieva                                           | Río Nieva                                           | Río Nieva                                           | 150         |             |              | Marañón                            | Amazonas                                             |                             |
| -    | 36   | -                                                   | -                                                   | Río Santiago                                        | Río Santiago                                        | Río Santiago                                        | Río Santiago                                        | 230 (485)   |             |              | Marañón                            | Loreto                                               | Ecuador                     |
| -    | 19   | -                                                   | -                                                   | Río Morona                                          | Río Morona                                          | Río Morona                                          | Río Morona                                          | 402 (550)   |             |              | Marañón                            | Loreto                                               | Ecuador                     |
| -    | 26   | -                                                   | -                                                   | Río Pastaza                                         | Río Pastaza                                         | Río Pastaza                                         | Río Pastaza                                         | 368 (710)   |             |              | Marañón                            | Loreto                                               | Ecuador                     |
| -    |      | -                                                   | -                                                   | Río Huytoyacu                                       | Río Huytoyacu                                       | Río Huytoyacu                                       | Río Huytoyacu                                       | 38          |             |              | Pastaza                            | Loreto                                               |                             |
| -    | 13   | -                                                   | -                                                   | Río Tigre                                           | Río Tigre                                           | Río Tigre                                           | Río Tigre                                           | 598         |             |              | Marañón                            | Loreto                                               |                             |
| -    | ?    | -                                                   | -                                                   | -                                                   | Río Tangarana                                       | Río Tangarana                                       | Río Tangarana                                       |             |             |              | Tigre                              | Loreto                                               |                             |
| -    | 15   | -                                                   | -                                                   | -                                                   | Río Corrientes                                      | Río Corrientes                                      | Río Corrientes                                      | 448         |             |              | Tigre                              | Loreto                                               |                             |
| -    | 06   | -                                                   | -                                                   | Río Huallaga                                        | Río Huallaga                                        | Río Huallaga                                        | Río Huallaga                                        | 1138        |             |              | Marañón                            | Pasco Huánuco San Martín Loreto                      |                             |
| -    |      | -                                                   | -                                                   | -                                                   | Río Huayabamba                                      | Río Huayabamba                                      | Río Huayabamba                                      |             |             |              | Huallaga                           | San Martín                                           |                             |
| -    | 30   | -                                                   | -                                                   | -                                                   | Río Mayo                                            | Río Mayo                                            | Río Mayo                                            | 299         |             |              | Huallaga                           | San Martín                                           |                             |
| -    | 25   | -                                                   | Río Nanay                                           | Río Nanay                                           | Río Nanay                                           | Río Nanay                                           | Río Nanay                                           | 368         |             |              | Marañón                            | Loreto                                               |                             |
| -    | 10   | -                                                   | Río Napo                                            | Río Napo                                            | Río Napo                                            | Río Napo                                            | Río Napo                                            | 667 (1130)  |             |              | Marañón                            | Loreto                                               | Ecuador                     |
| -    | 18   | -                                                   | -                                                   | Río Curaray                                         | Río Curaray                                         | Río Curaray                                         | Río Curaray                                         | 414 (800    |             |              | Napo                               | Loreto                                               | Ecuador                     |
| -    | 05   | -                                                   | Río Yavarí                                          | Río Yavarí                                          | Río Yavarí                                          | Río Yavarí                                          | Río Yavarí                                          | 1184        |             |              | Amazonas (Solimões)                | Loreto                                               | Brasil                      |
| -    | 04   | -                                                   | Río Putumayo (o Iça)                                | Río Putumayo (o Iça)                                | Río Putumayo (o Iça)                                | Río Putumayo (o Iça)                                | Río Putumayo (o Iça)                                | 1380 (1575) |             |              | Amazonas                           | Loreto                                               | Ecuador · Colombia · Brasil |
| -    | 14   | -                                                   | Río Purús                                           | Río Purús                                           | Río Purús                                           | Río Purús                                           | Río Purús                                           | 800 (3379)  | (63 166)    | (8400)       | Amazonas (Solimões)                | Ucayali                                              | Brasil                      |
| -    | s.o. | -                                                   | -                                                   | Río Acre                                            | Río Acre                                            | Río Acre                                            | Río Acre                                            | 144 (1190)  |             |              | Purús                              | Madre de Dios                                        | Brasil · Bolivia            |
| -    | 11   | -                                                   | Río Madre de Dios                                   | Río Madre de Dios                                   | Río Madre de Dios                                   | Río Madre de Dios                                   | Río Madre de Dios                                   | 655 (1130)  |             |              | Beni — Mamoré — Madeira — Amazonas | Madre de Dios                                        | Bolivia · Brasil            |
| -    | 12   | -                                                   | -                                                   | Río Tacuatimanu (o Las Piedras)                     | Río Tacuatimanu (o Las Piedras)                     | Río Tacuatimanu (o Las Piedras)                     | Río Tacuatimanu (o Las Piedras)                     | 621         |             |              | Madre de Dios                      | Madre de Dios                                        |                             |
| -    | 20   | -                                                   | -                                                   | Río Tambopata                                       | Río Tambopata                                       | Río Tambopata                                       | Río Tambopata                                       | 402         |             |              | Madre de Dios                      | Puno Madre de Dios                                   | Bolivia                     |
| -    | 37*  | -                                                   | -                                                   | Río Heath                                           | Río Heath                                           | Río Heath                                           | Río Heath                                           | 217         |             |              | Madre de Dios                      | Madre de Dios                                        | Bolivia                     |
| -    | 17   | -                                                   | -                                                   | Río Inambari                                        | Río Inambari                                        | Río Inambari                                        | Río Inambari                                        | 437         |             |              | Madre de Dios                      | Cuzco Puno Madre de Dios                             |                             |
| -    | 27   | -                                                   | -                                                   | Río Manú                                            | Río Manú                                            | Río Manú                                            | Río Manú                                            | 356         |             |              | Madre de Dios                      | Madre de Dios                                        |                             |

Hay además muchos otros ríos de la cuenca amazónica, como :, 
- Río Paucartambo
- Río Mishagua
- Río Velille
- Río Santo Tomás
- Río Oropeza
- Río Pachachaca
- Río Yucay
- Río Chanchamayo
- Río Satipo
- Río Chessea
- Río Biabo
- Río Sisa
- Río Imaza
- Río Utcubamba
- Río Chinchipe
- Río Chotano
- Río Llaucano
- Río Crisnejas
- Río Cajamarca
- Río Condebamba

los ríos de madre de dios